# Hollands Glorie (radioprogramma)
Hollands Glorie was een Nederlands radioprogramma van de AVRO dat van 1976 tot en met 1989 werd uitgezonden op Hilversum 3, later Radio 3, op maandagmiddag van 12:00 tot 14:00 uur.
Het programma, dat veel aandacht schonk aan het Nederlandse lied, zowel Nederlandstalig als anderstalig, werd gepresenteerd door Krijn Torringa en geproduceerd door Piet Wielinga later Reinout Weidema. 
Een vast onderdeel van het programma was het spelletje Toontje hoger waarbij kandidaten de opdracht moesten geven de plaat steeds handmatig, later met een apparaat, van stilstand naar 45 (of soms 33 of zelfs 78) toeren te draaien net zo lang totdat de plaat de juiste snelheid had bereikt waarbij de kandidaten de woorden hoger of lager konden roepen. 
De kandidaat had hier 45 seconden de tijd voor en kon dan een prijs winnen indien de plaat binnen die tijd op de juiste snelheid draaide. Dan klonk of het antwoord goed of fout was.
Het idee van Toontje hoger was ontstaan nadat er eerst was geëxperimenteerd met stemmen van politici die sneller of langzamer werden gedraaid en men moest raden wie deze waren.
Om 12:30 en 13:30 uur was er de actualiteitenrubriek AVRO's Radiojournaal.
De laatste jaren werd het programma vaak live vanuit een school ergens in het land uitgezonden met liveoptredens van artiesten. Ook werd hierbij Toontje hoger met leerlingen van de school gespeeld in plaats van met luisteraars thuis.
Op maandag 25 september 1989 was de laatste uitzending bij de AVRO op Radio 3.

## Trivia
In het satirische programma Pisa/Verona, in het onderdeel de verpleegster/radio Perfecto van Henk Spaan en Harry Vermeegen, werd door Arie Boksbeugel (Ferry de Groot) een persiflage op Toontje hoger uitgezonden als Toontje lager.